# Yenibağarası, Foça
Yenibağarası là một xã thuộc huyện Foça, tỉnh İzmir, Thổ Nhĩ Kỳ. Dân số thời điểm năm 2010 là 2.237 người.